# Bunzō Hayata

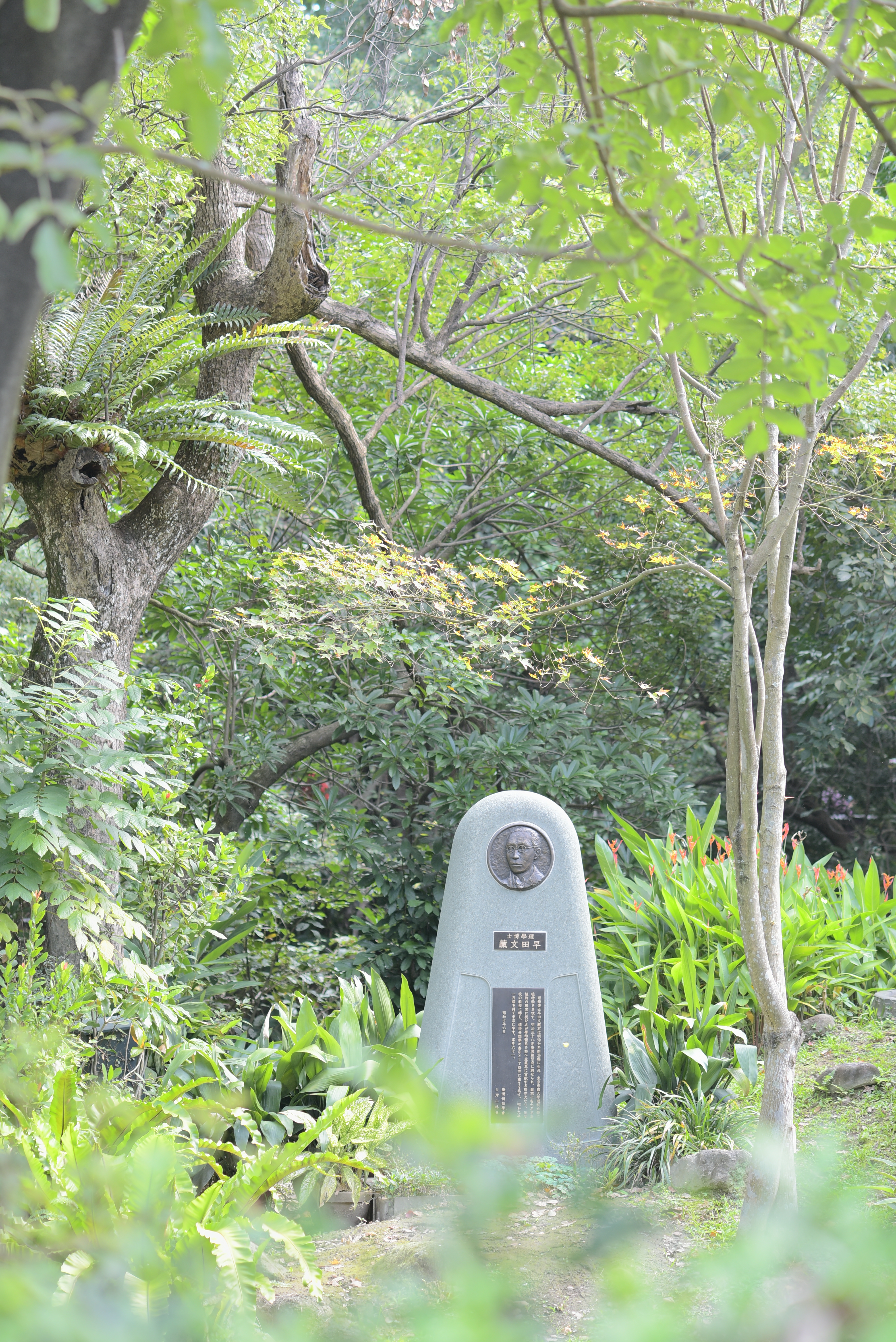
Homenagem a Hayata no Jardim Botânico de Taipei.

Bunzō Hayata (早田 文藏, Hayata Bunzō) (Kamo, Niigata, 2 de dezembro de 1874 — Shinjuku-ku, Tóquio, 13 de janeiro de 1934) foi um botânico que se notabilizou pelos seus trabalhos de taxonomia da flora do Japão e de Taiwan.

## Biografia
Hayata nasceu no seio de uma família budista devota em Kamo (Niigata) em 2 de dezembro de 1874. Quando tinha 16 anos, Hayata interessou-se por botânica e ingressou na Sociedade Botânica de Tóquio em 1892. Foi atrasado nos seus estudos por uma série de tragédias familiares, tendo concluído o ensino básico aos 23 anos de idade. Em seguida, frequentou o ensino secundário e começou a coletar amostras botânicas.
Terminado o ensino secundário, Hayata matriculou-se no programa de botânica na Universidade Imperial de Tóquio em 1900. Formou-se em 1903 e entrou no programa de pós-graduação com Jinzō Matsumura como orientador. Entretanto foi nomeado assistente no Jardim Botânico de Koishikawa em 1904. Em 1907, completou o grau de Doutor em Ciências.
Em 1908, Hayata foi promovido a professor no Departamento de Botânica da Universidade Imperial de Tóquio. Hayata empreendeu então uma expedição botânica a Tonkin em 1917 e foi promovido a professor associado da Universidade de Tóquio em 1919. Em 1922, foi promovido a um cargo de professor titular como o terceiro professor de Botânica Sistemática na Universidade de Tóquio após a aposentação de Jinzō Matsumura. Foi nomeado director do jardim botânico em 1924. Aposentou-se em 1930 e faleceu em 1934 com a idade de 59 anos.
Hayata descreveu um total de mais de 1 600 taxa diferentes, a maioria dos quais nativos de Taiwan, mas também plantas do Japão, China e Vietname. De uma lista de plantas taiwanesas atualmente reconhecidas na flora de Taiwan em 2003, 549 espécies, ou seja 14% da flora de Taiwan, foram descritas por Hayata. Um exemplo é a espécie Taiwania cryptomerioides, que o próprio Hayata descreveu pela primeira vez.
Em 1920, a Academia Imperial do Japão concedeu a Hayata o Prémio Comemorativo Príncipe Katsura em reconhecimento da sua contribuição para o conhecimento da flora da Formosa.

## Obras publicadas
As publicações de Bunzō Hayata cobrem um período de mais de 30 anos, durante os quais foi autor de mais de 150 artigos científicos e livros. Entre essas publicações incluem-se:
- 1906: On Taiwania, a new genus of Coniferae from the island of Formosa. In: Botanical Journal of the Linnean Society. Vol. 37, pp. 330–331.
- 1908: Flora Montana Formosae. An enumeration of the plants found on Mt. Morrison, the central chain, and other mountainous regions of Formosa at altitudes of 3,000-13,000 ft. In: J. Coll. Sci. Imperial Univ. Tokyo, Vol. 25, pp. 1–260.
- 1911: Materials for a Flora of Formosa. In: J. Coll. Sci. Imperial Univ. Tokyo, Vol. 30, pp. 1–471.
- 1911–1921: Icones Plantarum Formosanarum. 10 Volumes. Bureau of Productive Industries, Government of Formosa, Taihoku, Taiwan.
- 1921: The Natural Classification of Plants according to the Dynamic System. In: Icones Plantarum Formosanarum. Vol. 10, pp. 97–234.
- 1931: Über das "Dynamische System“ der Pflanzen. In: Berichte der Deutschen botanischen Gesellschaft. Vol. 49, pp. 328–348.